# Китаянка (фільм, 1987)
«Китаянка» (англ. China Girl) — американський фільм 1987 року режисера Абеля Феррари.

## Сюжет
Любов між підлітками різних національностей стала іскрою, яка запалила полум'я війни на нью-йоркських вулицях. Юний італієць Тоні знайомиться в місцевому танцювальному клубі з китаянкою Тіан. Ні сім'я Тоні, ні сім'я Тіан не схвалюють цієї дружби — дві національні громади Нью-Йорка, що живуть в розташованих по сусідству Маленькій Італії та Китайському кварталі, бояться і не довіряють один одному. Місцевий кримінальний авторитет Джонні Меркурі взагалі мріє вигнати зі своєю «території» всіх китайців до єдиного. Але незважаючи ні на що, любов між Тоні і Тіан стає все сильніше. І тоді лідери двох ворогуючих банд Альбі, старший брат Тоні, і Юн, старший брат Тіан, оголошують один одному війну. У світі, де панують застарілі забобони, немає місця для любові.

## У ролях
| Актор                 | Роль                     |
| --------------------- | ------------------------ |
| Джеймс Руссо          | Альбі                    |
| Річард Пейнбйанко     | Тоні                     |
| Сарі Чан              | Тай                      |
| Девід Карузо          | Меркурі                  |
| Расселл Вонг          | Юн Ган                   |
| Джоуї Чин             | Цу Шин                   |
| Джудіт Меліна         | місіс Монте              |
| Джеймс Хонг           | Гун Ту                   |
| Роберт Міано          | Енріко Перито            |
| Пол Хіпп              | Ніно                     |
| Дорін Чан             | Гау Шинг                 |
| Ренді Сабусава        | Ма Фан                   |
| Кінан Люн             | Ін Тз                    |
| Люм Чанг Пан          | Да Шань                  |
| Семмі Лі              | Мохавк                   |
| Джонні Шіа            | Джиммі Бінг              |
| Стефан Чен            | містер Тан               |
| Реймонд Мой           | Томмі Чан                |
| Жозефіна Гальєго-Діас | Розетта                  |
| Капріс                | Тереза                   |
| Ентоні Данте          | Костаре                  |
| Роберт ЛаСардо        | Карло Форза              |
| Чі Мой                | Янг                      |
| Девід Келсі Рейлі     | кінний поліцейський      |
| Джо Пентанджело       | кінний поліцейський      |
| Ентоні Еспозіто       | Дон Карлучі              |
| Дайан Чен             | Ню Рен                   |
| Френк Янг             | офіціант                 |
| Джон «Ча Ча» Чьярчія  | Ча Ча                    |
| Джон Орофіно          | Нікі                     |
| Іда Бернардіні        | Роза                     |
| Ненсі Моо             | танцівниця нічного клубу |
| Джадін Вонг           | місіс Лей                |
| Керол Кортленд        | італійка                 |
| Деніс Леонг           | Мей                      |
| Една Холт             | співачка                 |
| Френсіс Майоріно      | Тіммі                    |